# Белин (Петриковский район)
Белин (бел. Белін) — деревня в Голубицком сельсовете Петриковского района Гомельской области Беларуси.
На юге граничит с лесом.

## География

### Расположение
В 16 км на юго-запад от Петрикова, 30 км от железнодорожной станции Муляровка (Лунинец — Калинковичи), 211 км от Гомеля.

### Гидрография
На востоке канава Язовицкая.

## Транспортная сеть
Транспортные связи по просёлочной, затем автомобильной дороге Лунинец — Калинковичи. Планировка состоит из 2 плавно изогнутых, параллельных между собой улиц, близкой к широтной ориентации, к которым с севера присоединяется короткая прямолинейная улица. Застройка двусторонняя, неплотная, деревянная, усадебного типа.

## История
По письменным источникам известна с XIX века как хутор в Мозырском уезде Минской губернии. В 1931 году организован колхоз. Во время Великой Отечественной войны в июне 1943 года каратели полностью сожгли деревню и убили 29 жителей. 26 жителей погибли на фронте. Согласно переписи 1959 года в составе совхоза «Голубичский» (центр — деревня Голубица).
До 31 октября 2006 года в составе Снядинском сельсовете.

## Население

### Численность
- 2004 год — 22 хозяйства, 32 жителя.

### Динамика
- 1897 год — 7 дворов, 46 жителей (согласно переписи).
- 1940 год — 52 двора, 178 жителей.
- 1959 год — 202 жителя (согласно переписи).
- 2004 год — 22 хозяйства, 32 жителя.